# Zamarada manifesta
Zamarada manifesta är en fjärilsart som beskrevs av Fletcher 1974. Zamarada manifesta ingår i släktet Zamarada och familjen mätare. Inga underarter finns listade i Catalogue of Life.